# Fa majeur

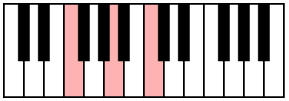
L'accord parfait de Fa majeur se compose des notes suivantes : Fa, La, Do.

La tonalité de fa majeur se développe en partant de la note tonique Fa. Elle est appelée F major en anglais et F-Dur dans l’Europe centrale.
L'armure coïncide avec celle de la tonalité relative Ré mineur.
L’échelle de Fa majeur est : Fa, Sol, La, Si, Do, Ré, Mi, Fa.
- tonique : Fa
- médiante : La
- dominante : Do
- sensible : Mi

Altérations : Si.

## Compositions célèbres en fa majeur
- L’automne de Vivaldi
- Concerto brandebourgeois no 1 de Bach
- Concerto brandebourgeois no 2 de Bach
- Symphonie no 6 « Pastorale » de Beethoven
- Symphonie no 8 de Beethoven
- Romance pour violon et orchestre no 2 de Beethoven
- Deuxième mouvement de La Truite de Schubert
- Octuor en fa majeur de Schubert
- Rêverie de Schumann op. 15/7
- Deuxième mouvement du Concerto pour piano de Schumann
- Grande Valse brillante en fa majeur, op. 34 no 3 de Chopin
- Roses du Sud de Strauss
- Histoires de la forêt viennoise de Strauss
- Symphonie no 3 de Brahms
- Symphonie no 5 de Dvořák
- Concerto en fa de Gershwin